# Фленсберг (город, Миннесота)
Фленсберг (англ. Flensburg) — город в округе Моррисон, штат Миннесота, США. На площади 18,2 км² (18 км² — суша, 0,2 км² — вода), согласно переписи 2002 года, проживают 244 человека. Плотность населения составляет 13,6 чел./км².
- Телефонный код города — 320
- Почтовый индекс — 56328
- FIPS-код города — 27-21266[1]
- GNIS-идентификатор — 0643739[2]